# Landmarkismo

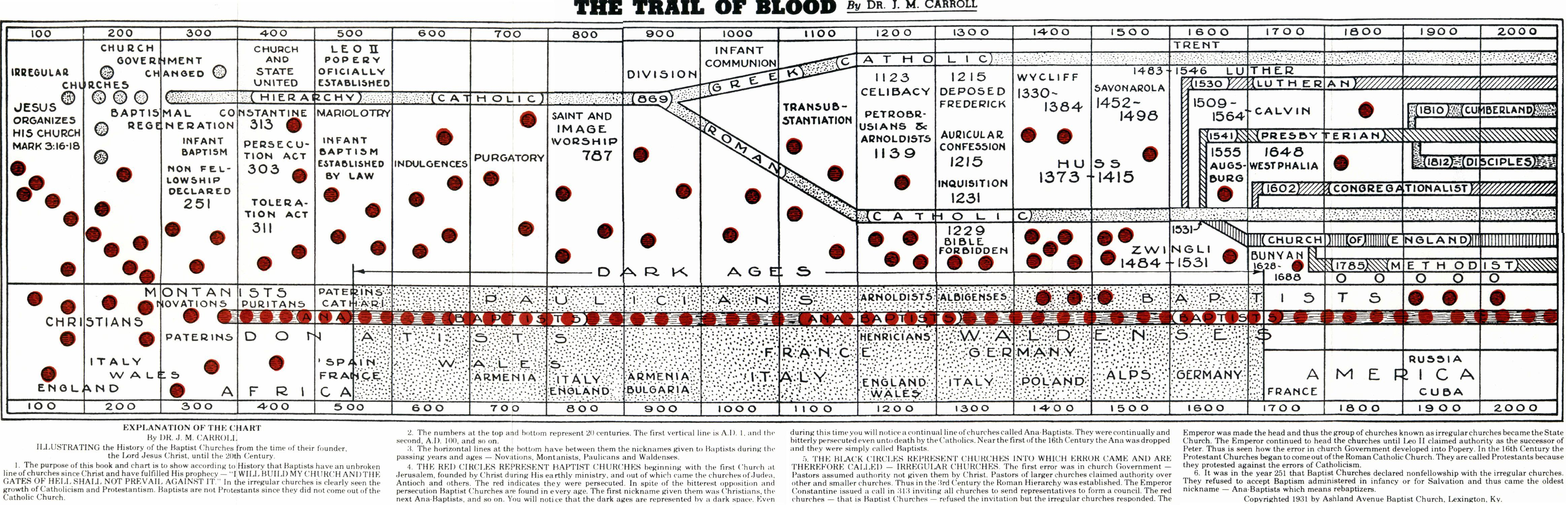
Graph from The Trail of Blood, el libro popular del Landmarkismo

El landmarkismo es un tipo de eclesiología bautista, desarrollado en el Sur de los Estados Unidos a mediados del siglo XIX. Está comprometido con una versión sólida de la  teoría de la perpetuidad de origen bautista, atribuyendo una  continuidad ininterrumpida y una legitimidad única al movimiento bautista desde la  período apostólico.  El término se refiere a la creencia en la validez exclusiva de las iglesias bautistas y la invalidez de los actos eclesiásticos no bautistas. El movimiento empezó en el sur de Estados Unidos en 1851, influenciado por James Robinson Graves, editor del periódico The Tennessee Baptist.
En Latinoamérica se estableció en Costa Rica en la Asociación Bautista Americana ABA y Compañerismo Bíblico Bautista, Panamá y Honduras. También los hay en Suramérica.

## Historia
El movimiento comenzó en el sur de los Estados Unidos en 1851, conformado por James Robinson Graves de Tennessee, y Ben M. Bogard de Arkansas, y fue una reacción al  progresismo religioso a principios de siglo . 
En el momento en que surgió, sus defensores afirmaron que el Landmarkismo era un regreso a lo que los bautistas habían creído por siglos, pero los historiadores académicos, desde entonces, han afirmado que era "un movimiento importante".
En 1859, la Convención Bautista del Sur aprobó varias resoluciones que desaprobaban el Landmarkism, lo que llevó a los adherentes a retirarse gradualmente de la Convención Bautista del Sur "para formar sus propias iglesias y asociaciones y crear una tradición Bautista Landmark independiente".
Los principales grupos bautistas que se adhieren a los principios y doctrinas de referencia en la actualidad son las iglesias de la Asociación Bautista Americana, (fundada por Ben Bogard), la Asociación Bautista Misionera de América https://www.baptistworldmission.org/ y la Interestatal y extranjera Landmark Missionary Baptist Association.
El término landmarkismo proviene de la publicación de un folleto de James M. Pendleton titulado "An Old Landmark Re-Set" (“Un antiguo lindero restablecido”), en alusión al versículo Proverbios 22:28: "No traspases los linderos de antaño que tus antepasados establecieron".
El movimiento fue una reacción al progresismo religioso de principios del siglo 19. Cuando surgió, sus defensores afirmaban que era un retorno a lo que los bautistas habían creído previamente, mientras que los estudiosos han afirmado desde entonces que fue "un cambio importante".
En 1859, la Convención Bautista del Sur aprobó varias resoluciones en las que acusaba a los principales partidarios del Landmarkismo de retirarse gradualmente de su asociación "para formar sus propias iglesias y asociaciones, y crear una tradición bautista landmarkista independiente".
La diferencia ha generado que algunos grupos con doctrinas similares escriban contra el movimiento landmark

## Personalidades principales

### El gran triunvirato

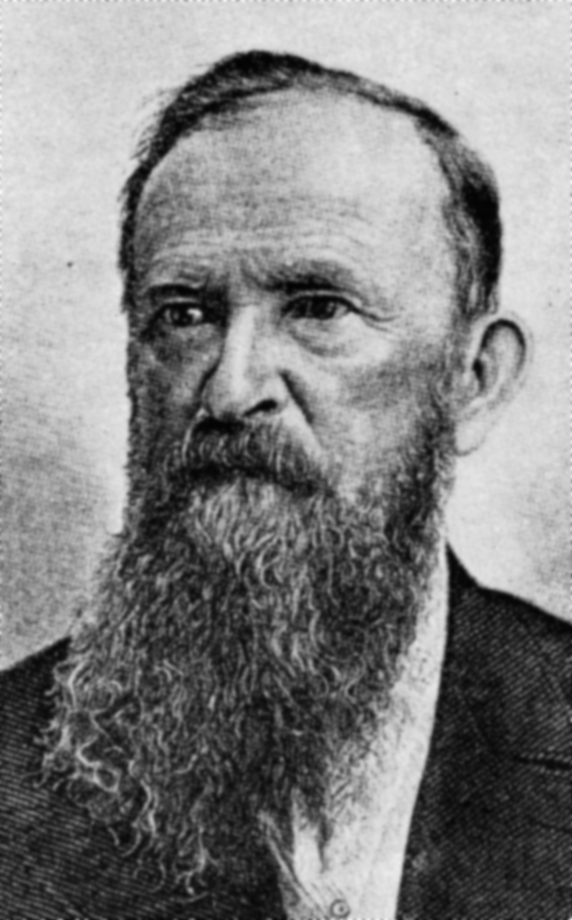
J.R. Graves

#### James Robinson Graves
A través de su periódico "Tennessee Baptist", James Robinson Graves popularizó el Landmarkism, construyendo para él una hegemonía virtual entre los bautistas al oeste de los [Montes Apalaches | Apalaches]]. Él y Amos Cooper Dayton, que también fue influyente, eran miembros de la Primera Iglesia Bautista de Nashville, Tennessee. Graves fue especialmente popular en los estados del bajo  Misisipi y Texas. En 1851, Graves convocó a una reunión de bautistas con ideas afines en la Iglesia Bautista Cotton Grove cerca de Jackson, Tennessee para abordar cinco preguntas:

1. ¿Pueden los bautistas con sus principios sobre las Escrituras, reconocer consistentemente aquellas sociedades no organizadas de acuerdo con la iglesia de Jerusalén, pero que poseen diferentes gobiernos, diferentes oficiales, una clase diferente de miembros, diferentes ordenanzas, doctrinas y prácticas como iglesias de Cristo?
2. ¿Deben llamarse iglesias evangélicas o iglesias en un sentido religioso?
3. ¿Podemos reconocer consistentemente a los ministros de cuerpos tan irregulares y no bíblicos como los ministros del evangelio?
4. ¿No es virtualmente reconocerlos como ministros oficiales invitarlos a nuestros púlpitos o por cualquier otro acto que podría o podría interpretarse como tal reconocimiento?
5. ¿Podemos abordar constantemente como hermanos a los que profesan el cristianismo que no # ¿Podemos dirigirnos consistentemente como hermanos a aquellos que profesan el cristianismo que no solo no tienen la doctrina de Cristo y no caminan de acuerdo con sus mandamientos, sino que están dispuestos en oposición directa y amarga a ellos?

La mayoría de los bautistas reunidos resolvieron estas preguntas al no reconocer a las congregaciones no bautistas, y luego publicaron sus hallazgos como "Resoluciones de Cotton Grove". El " Las Resoluciones de Cotton Grove "comprenden esencialmente el documento organizativo del movimiento Bautista Landmark.

#### James Madison Pendleton
James Madison Pendleton fue un pastor bautista de Kentucky cuyo artículo  An Old Landmark Re-Set , un tratado contra la afiliación al púlpito con ministros no bautistas, dio su nombre al movimiento. Su "Manual de la Iglesia" también influyó en la perpetuación de Landmark Baptist eclesiología. Aunque Pendleton era el único sureño nativo en el Triunvirato Landmark, estaba a favor de Historia de la esclavitud en la emancipación de los Estados Unidos y se opuso a Secesión de los Estados Confederados de América. Como resultado, su influencia entre los bautistas del sur disminuyó precipitadamente en los días previos a la guerra civil estadounidense y tomó un pastorado en Pensilvania durante la guerra.

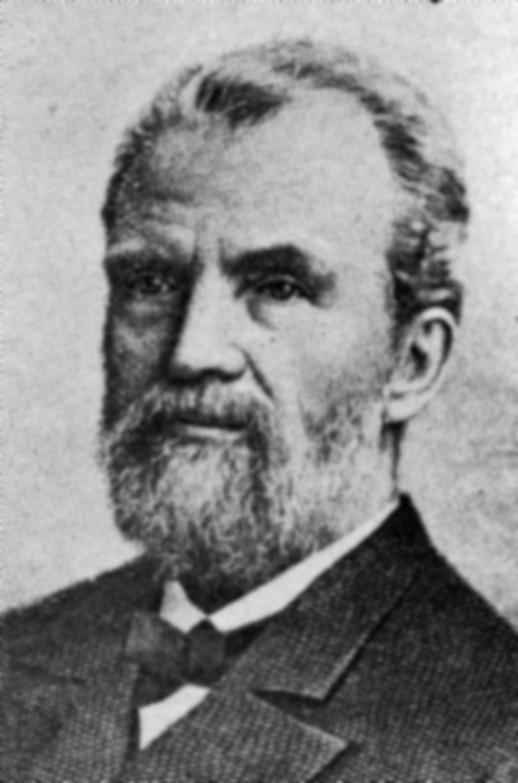
J.M. Pendleton

#### Amos Cooper Dayton
La contribución principal de Amos Cooper Dayton al Landmarkism fue la novela "Theodosia Ernest" (1857), que expresaba cuestiones religiosas y se publicó por primera vez en "The Tennessee Baptist".

### Otros influyentes bautistas emblemáticos
- John Newton Hall (1849–1905), editor del periódico Kentucky  Baptist Flag , fue un firme defensor del Landmarkism y del Movimiento de la Misión del Evangelio.
- Benjamin Marquis Bogard, después de sacar un cisma de la Convención del Estado Bautista de Arkansas se convirtió en el líder más popular del Landmarkism en el siglo XX.
- Samuel Augustus Hayden dirigió un movimiento cismático en Texas que muchos han asociado con el Landmarkism.
- Thomas Treadwell Eaton defendió el sentimiento de Landmark en Kentucky y dirigió la acusación contra el erudito anti-Landmark William Heth Whitsitt.
- John T. Christian defendió prolíficamente la concepción bautista emblemática del sucesionismo bautista.
- James Milton Carroll escribió una de las obras bautistas emblemáticas más duraderas,  The Trail of Blood , una historia del movimiento bautista.
- Varios líderes prominentes de los bautistas del sur también fueron bautistas emblemáticos, aunque sus principales contribuciones a la historia bautista se encontraban en otros campos además de la eclesiología.

## Creencias Landmark
Los landmarkistas defienden que:
- La iglesia es solamente una congregación local y visible, sin que exista una "iglesia universal" o "iglesia invisible";

- El bautismo sólo es válido cuando lo realiza una iglesia bautista local correctamente constituida, bajo una autoridad bíblica y un candidato correcto (salvo).

- La Santa Cena sólo debe ser para miembros de la congregación local, y se le llama "Cena del Señor". Es "cena cerrada", porque solamente participan los miembros de la iglesia local. Similar a los Hermanos Libres.

- Las cartas de Pablo eran (y son) destinadas exclusivamente a iglesias locales, fundamentadas en los cuatro Evangelios.

- Se puede trazar un "linaje" bautista histórico desde los tiempos de Juan el Bautista;[13]

- Los bautistas no son protestantes y no deben aceptar ordenanzas de otros grupos evangélicos, ni comparten relación con las demás denominaciones evangélicas no bautistas.

La teoría sobre el origen de los bautistas defendida por el landmarkismo es la teoría de la sucesión apostólica, y postula que los bautistas actuales descienden de la primera iglesia fundada por Jesucristo, y que la iglesia continuó a través de una sucesión de iglesias (o grupos) que bautizaban solo a adultos, como los montanistas, novacianos, donatistas, paulicianos, bogomilos, albigenses, cátaros, valdenses y anabautistas.

## Controversias

### Sucesión Bautista
Uno de los aspectos más criticados del landmarkismo es su afirmación de una sucesión histórica ininterrumpida de iglesias bautistas desde la época de los apóstoles. Esta doctrina, conocida como sucesionismo bautista, ha sido rechazada por la mayoría de los historiadores eclesiásticos, tanto dentro como fuera del ámbito bautista, por carecer de respaldo documental verificable. Autores como H. Leon McBeth afirman que esta visión representa más una construcción ideológica que un hecho histórico demostrado.
Una obra frecuentemente citada por los landmarkistas es The Trail of Blood (1931) de James Milton Carroll, que propone una cadena de iglesias fieles a lo largo de la historia cristiana. Sin embargo, teólogos e historiadores han cuestionado la precisión histórica de este folleto, calificándolo como un esquema simplista y apologético más que un análisis académico riguroso.
Además, el énfasis landmarkista en la exclusividad eclesial —según el cual solo las iglesias bautistas locales, que se adhieren a ciertas prácticas, constituyen la verdadera iglesia de Cristo— ha sido señalado como una forma de sectarismo. Esta posición contrasta con la doctrina de muchas otras tradiciones cristianas, que reconocen la existencia del Cuerpo de Cristo más allá de los límites denominacionales.

### Rebautizo
Una de las doctrinas clave del landmarkismo es la práctica del rebautizo, según la cual solo el bautismo realizado por una iglesia bautista considerada auténtica es válido. Las personas que se han bautizado en otras denominaciones evangélicas cristianas, incluso si fueron bautizadas por inmersión y conforme a Mateo 28:19, deben ser rebautizadas para formar parte de una iglesia bautista local. Esta práctica ha sido rechazada por la mayoría de las corrientes cristianas, ya que muchas consideran que el bautismo es un acto simbólico de fe que no depende de la afiliación denominacional, sino de la fe personal en Cristo.
Algunos grupos landmarkistas citan Hechos 19:1–7 como justificación bíblica del rebautizo. No obstante, esta interpretación ha sido ampliamente cuestionada, ya que el texto describe a discípulos que no conocían a Jesucristo ni al Espíritu Santo, y que solo habían recibido el bautismo de Juan. Por tanto, muchos teólogos sostienen que no se trata de un rebautismo cristiano, sino del primer bautismo auténticamente cristiano de esos individuos.

### Negación de la Cena del Señor
Otra de las características del landmarkismo es la práctica de limitar la participación en la Cena del Señor (Eucaristía) exclusivamente a los miembros de las iglesias bautistas locales que siguen las enseñanzas landmarkistas. Esta postura ha sido objeto de críticas por parte de muchas denominaciones cristianas, que sostienen que la mesa del Señor debe estar abierta a todos los creyentes en Cristo, independientemente de su denominación, siempre que profesen la fe cristiana y, en muchas tradiciones, hayan sido bautizados previamente. La negación de la participación en la Eucaristía a los creyentes de otras tradiciones cristianas es vista como un acto divisivo, contrario al mandato de unidad en la fe y el amor entre los seguidores de Cristo, tal como se expresa en los evangelios y en los escritos apostólicos. En muchas iglesias cristianas, la Cena del Señor es un acto de comunión espiritual que trasciende las barreras denominacionales y se basa en la creencia compartida en la muerte y resurrección de Jesucristo.